# Ленциус, Олег Евгеньевич
Олег Евгеньевич Ленциус (18 апреля 1921, Копани, Ореховский район — 4 сентября 1998) — советский кинорежиссёр, военный моряк, участник Великой Отечественной войны на Черноморском флоте.

## Биография
Родился в 1921 году, село Копани, Запорожская область, Украинская ССР. По национальности — русский. В 1938—1940 годах — режиссёр клуба в городе Запорожсталь.

### Во время войны
С 1940 года на срочной службе на Черноморском флоте. Участник Великой Отечественной войны с первого её дня, краснофлотец, служил электриком артиллерии на центральном артиллерийском посту лидера миноносцев «Харьков», участвовал во всех его боевых походах обслуживая приборы управления огнём, чем обеспечивал успешную стрельбу лидера.

В дни Севастопольской обороны вражеским снарядом было сбито носовое орудие на лидере «Харьков». При активном участии и самостоятельной работе краснофлотца Ленциус орудие было введено в строй, за что получил благодарность Командующего ЧФ.— из наградного листа на Орден Красной Звезды за подписью капитана 1-го ранга О. С. Жуковского
Одновременно с основной службой был редактором корабельной радиогазеты, стал известен как автор слов песен, стихи которых были напечатаны во флотской газете «Красный черноморец».

Один из лучших моих помощников, редактор корабельной радиогазеты, так сказать, голос лидера «Харьков» артиллерийский электрик Олег Ленциус. Умеет всегда бить в цель, непоседа, хорошо знает корабельную жизнь и людей.— из мемуаров вице-адмирала П. В. Уварова, в годы войны бывшего старшим помощником командира лидера миноносцев «Харьков»
После гибели лидера от атаки немецкой авиации (780 моряков погибло, Ленциус оказался среди 123 спасшихся) с 1944 года служил электриком на гвардейском крейсере «Красный Кавказ».
Выступал как режиссёр Краснофлотского театра миниатюр Черноморского Дома флота, возглавлял флотскую концертную бригаду. Член ВКП(б) с 1942 года.
Награждён медалями «За оборону Севастополя», «За оборону Одессы», «За оборону Кавказа», «За победу над Германией», «За боевые заслуги»(1945), орденами Красной Звезды (1945) и Отечественной войны II степени (1985).

### Режиссёр
После войны в 1952 году окончил режиссёрский факультет ВГИКа (мастерская Михаила Ромма). Был ассистентом режиссёра фильма «Весёлые звёзды» режиссёра Веры Строевой.
В 1952—1954 годах — ассистент режиссера Таллинской киностудии, режиссёр-стажер, режиссёр дубляжа, снимал документальные сюжеты, например, о Дне открытых дверей на заводе «Пунане РЭТ». 
В 1955 году самостоятельно как режиссёр дебютировал короткометражной комедией «Ворота номер два».
С 1956 по 1978 год — режиссёр Киевской киностудии имени А. Довженко. Работал ассистентом режиссёра на фильмах «Партизанская искра» Мечиславы Маевской и «Первый парень» Сергея Паранджанова. С 1960 года как режиссёр самостоятельно снял четыре фильма и три телефильма.
Его двухсерийный телефильм «Секретарь парткома» 1970 года был отмечен призом и дипломом на IV-ом Всесоюзном фестивале телевизионных фильмов (1971, Минск).

## Фильмография
- 1955 — Ворота номер два (к/м)
- 1960 — Крепость на колесах
- 1969 — Где 042?
- 1970 — Секретарь парткома
- 1973 — Чёрный капитан
- 1975 — Не отдавай королеву
- 1978 — Алтунин принимает решение